# Lucia Mantu
Lucia Mantu, (pseudonimul literar al Cameliei Nădejde, n. 9 septembrie 1888, Iași – d. 22 noiembrie 1971, București, a fost profesoară de științe, editoare de carte, prozatoare și scriitoare română.

## Biografie
Luciei Mantu a fost născută la Iași, părinții ei fiind Gheorghe Nădejde, profesor și Ecaterina Nădejde (născută Băncilă). Era nepoata lui Ioan și Sofia Nădejde, precum și a lui Octav Băncilă.
Ca cel de-al doilea copil, Lucia a început educația acasă, sub supravegherea fratelui său mai mare și a continuat educarea la domiciliu până la terminarea Liceului Internat din Iași, în 1907. Deși a avut o înclinare naturală către literatură și scriere, totuși a urmat Facultatea de științe ale naturii a Universității din Iași, datorită unor membri prestigioși ai corpului profesoral, așa cum au fost Paul Bujor și Ion Th. Simionescu. A absolvit universitatea în 1911, iar în 1914, a devenit profesoară de științe la Liceul de fete Doamna Oltea din Iași, de unde, până în 1947, când se pensionează, va fi detașată la Institutul de Zoologie al Facultății de Științe din București.

## Viața literară
A debutat în 1920 în Viața Românească cu Pagini răzlețe. În afara câtorva colaborări și la alte periodice, semnează frecvent în paginile revistei Însemnări ieșene. Volumul de debut este premiat de Societatea Scriitoriilor Români.

## Scrieri
- Miniaturi, Iași, 1923[7]
- Cucoana Olimpia, București, [1924]
- Umbre chinezești, București, 1930
- Instantanee, București, 1945
- Miniaturi, București, 1969[7]

## Traduceri
- N. V. Gogol - Serile în sat la Dikanka, București, 1948
- I. A. Goncearov - O poveste obișnuită, București, 1951 (în colaborare cu Tatiana Berindei)
- Merele de aur. Culegere de basme ale popoarelor URSS, București, 1951 (în colaborare cu Tatiana Berindei)
- I. S. Turgheniev - Jurnalul unui om de prisos, București, 1952 (în colaborare cu Ada Steinberg)
- Opere, vol. IV, București, 1955 (în colaborare cu Marina Arnoldov)
- Marie Pujmanová - Oameni la răscruce, București, 1957 (în colaborare cu Mihai Pop și Marcel Gafton)
- Jocul cu focul, București, 1957 (în colaborare cu Mihai Pop)